# Jan Kemulem
Jan IV Kemulem (zm. ok. 1471 r.) – duchowny katolicki, biskup serecki.
W młodości wstąpił do zakonu franciszkanów. Był gwardianem klasztoru we Lwowie. 8 lipca 1457 r. został mianowany przez papieża Kaliksta III biskupem ordynariuszem sereckim. Prawdopodobnie nie rezydował w swojej diecezji, pełniąc funkcję siedmiogrodzkiego biskupa pomocniczego.